# Championnats ibéro-américains d'athlétisme 2016
Navigation
Édition précédente Édition suivante
La 17e édition des Championnats ibéro-américains d'athlétisme se déroule du 14 au 16 mai 2016 au stade Nilton-Santos de Rio de Janeiro, au Brésil. La compétition réunit les athlètes des pays de la zone Ibéro-Amérique, ainsi que l'Espagne, le Portugal et les nations hispanophones et lusophones d'Afrique. Cette édition est pour la première fois ouverte (open) à des concurrents en dehors de cette zone, dans des délégations invitées. Elle constitue en plus une épreuve-test (test event) pour les Jeux olympiques de Rio, avec accès gratuit des spectateurs.

## Participants
| Amérique centrale et Caraïbes                                                                                  | Amérique du Sud                                                                                       | Europe               | Afrique                             | Délégations invitées                                  |
| --- | --- | -------------------- | ----------------------------------- | ----------------------------------------------------- |
| - Costa Rica - Cuba - Guatemala - Honduras - Mexique - Panama - Porto Rico - République dominicaine - Salvador | - Argentine - Bolivie - Brésil - Chili - Colombie - Équateur - Paraguay - Pérou - Uruguay - Venezuela | - Espagne - Portugal | - Angola - Cap-Vert - Guinée-Bissau | - Arabie saoudite - Australie - Bulgarie - États-Unis |

## Résultats

### Hommes
| 100 m (Vent : +0,4 m/s) | Stanly Cruz 10 s 27 (PB)                                                                            | Bruno de Barros 10 s 28 (=PB)                                                            | Diego Palomeque 10 s 30                                                         |
| 200 m (Vent : +0,3 m/s) | Yancarlos Martínez 20 s 19 (NR)                                                                     | Bruno Hortelano 20 s 48 (SB)                                                             | Bruno de Barros 20 s 54                                                         |
| 400 m | Yoandys Lescay 45 s 36                                                                              | Luguelín Santos 45 s 58                                                                  | Pedro Luiz de Oliveira 45 s 64 (SB)                                             |
| 800 m | Lutimar Paes 1 min 45 s 42 (SB)                                                                     | Kléberson Davide 1 min 45 s 79 (SB)                                                      | Brandon Johnson 1 min 46 s 12 (SB)                                              |
| 1 500 m | Carlos Díaz 3 min 39 s 20 (PB)                                                                      | Víctor Corrales 3 min 39 s 60                                                            | Carlos de Oliveira Santos 3 min 41 s 45                                         |
| 3 000 m | Carlos Díaz 7 min 54 s 31 (SB)                                                                      | Ederson Pereira 7 min 56 s 20                                                            | André de Santana 8 min 00 s 61                                                  |
| 5 000 m | Altobeli da Silva 13 min 53 s 48                                                                    | Daniel Mateo 13 min 58 s 11                                                              | Nicolás Cuestas 13 min 58 s 60 (PB)                                             |
| 110 m haies (Vent : +0,7 m/s) | Javier McFarlane 13 s 55 (PB)                                                                       | Eduardo de Deus 13 s 56 (PB)                                                             | Jorge McFarlane 13 s 64 (SB)                                                    |
| 400 m haies | Andrés Silva 49 s 48                                                                                | Mikael de Jesus 49 s 62 (PB)                                                             | Mark Ujakpor 49 s 65 (PB)                                                       |
| 3000 m steeple | Altobeli da Silva 8 min 33 s 72 (PB)                                                                | Joaquin Arbe 8 min 40 s 21 (PB)                                                          | Ricardo Estremara 8 min 40 s 87 (PB)                                            |
| 4 × 100 m | République dominicaine Mayobanex de Óleo Yohandris Cruz Stanly Cruz Yancarlos Martínez 38 s 52 (NR) | Brésil Ailson Feitosa Ricardo de Souza Bruno de Barros Jorge Vides 38 s 65 (SB)          | Cuba César Yuniel Ruiz Roberto Skyers Reynier Mena Yaniel Carrero 38 s 93       |
| 4 × 400 m | Colombie Jhon Zapata Bernardo Baloyes Carlos Lemos Diego Palomeque 3 min 1 s 88 (NR)                | République dominicaine Luis Charles Yon Soriano Andito Charles Maximo Mejia 3 min 3 s 43 | Venezuela Alberth Bravo Omar Longart Arturo Ramirez Freddy Mezones 3 min 3 s 61 |
| 20 000 m marche | Caio Bonfim 1 h 26 min 40 s 7                                                                       | Juan Manuel Cano 1 h 27 min 27 s 7                                                       | José Bagio 1 h 28 min 2 s 1                                                     |
| Saut en hauteur | Eure Yáñez 2,26 m (SB)                                                                              | Guilherme Cobbo 2,23 m                                                                   | Miguel Ángel Sancho 2,23 m                                                      |
| Saut à la perche | Germán Chiaraviglio 5,60 m                                                                          | Augusto Dutra 5,30 m                                                                     | Abel Curtinove 5,20 m                                                           |
| Saut en longueur | Emiliano Lasa 8,01 m                                                                                | Jean Marie Okutu 7,84 m                                                                  | Mauro Vinicius da Silva 7,71 m                                                  |
| Triple saut | Mateus de Sá 16,40 m                                                                                | Jhon Murillo 16,35 m                                                                     | Jean-Cassimiro Rosa 16,23 m                                                     |
| Lancer du poids | Darlan Romani 19,67 m                                                                               | Marco Fortes 19,05 m                                                                     | Willian Dourado 18,96 m (PB)                                                    |
| Lancer du disque | Ronald Julião 59,56 m                                                                               | Pedro José Cuesta 57,37 m                                                                | Carlos Valle 54,81 m                                                            |
| Lancer du marteau | Wagner Domingos 72,18 m                                                                             | Roberto Sawyers 72,15 m                                                                  | Allan Wolski 71,69 m (SB)                                                       |
| Lancer du javelot | Arley Ibargüen 80,28 m                                                                              | Dayron Márquez 80,08 m (SB)                                                              | Julio de Oliveira 79,02 m                                                       |
| Décathlon | Román Gastaldi 7 634 pts                                                                            | Alex Soares 7 330 pts                                                                    | Nicolas Nascimento 7 002 pts                                                    |
| Records et Performances - AR : Record continental (area record) - CR : Record des championnats (championship record) - MR : Record du meeting (meet record) - NR : Record national (national record) - OR : Record olympique (olympic record) - PR : Record paralympique (paralympic record) - PB : Record personnel (personal best) - SB : Meilleure performance personnelle de la saison (season's best) - WL : Meilleure performance mondiale de l'année (world leader) - WJR : Record du monde junior (world junior record) - WR : Record du monde (world record) Circonstances et Conditions - DNF : N'a pas terminé (did not finish) - DNS : N'a pas pris le départ (did not start) - DQ : Disqualification (disqualification) - NM : Aucun essai valable enregistré (No Mark) - Q : Qualifié « directement » au prochain tour (ou à la prochaine compétition), lors d'une compétition majeure, grâce au classement ou à la réalisation des minima (automatic qualifier) - q : Qualifié au prochain tour (ou à la prochaine compétition), lors d'une compétition majeure, grâce au repêchage ou à la réalisation de l'une des meilleures performances parmi celles des « non qualifiés directement » (grâce au meilleur temps ou à la meilleure distance par exemple) (secondary qualifier) | |                                                                                          |                                                                                 |

### Femmes
| 100 m (Vent : +0,6 m/s) | Rosângela Santos 11 s 24                                                               | Ángela Tenorio 11 s 29                                                             | Marisol Landázuri 11 s 35                                                            |
| 200 m (Vent : +0,2 m/s) | Nercely Soto 22 s 95 (SB)                                                              | Ángela Tenorio 23 s 13                                                             | Kauiza Venancio 23 s 18                                                              |
| 400 m | Jaílma de Lima 51 s 99 (SB)                                                            | Carol Rodríguez 52 s 46                                                            | Leticia de Souza 52 s 79                                                             |
| 800 m | Rosibel García 2 min 7 s 06                                                            | Lorena Sosa 2 min 8 s 00 (PB)                                                      | Liliane dos Santos 2 min 8 s 03                                                      |
| 1 500 m | Muriel Coneo 4 min 9 s 35                                                              | Carolina Lozano 4 min 11 s 71 (NR)                                                 | María Pía Fernández 4 min 12 s 61 (NR)                                               |
| 3 000 m | Juliana dos Santos 9 min 3 s 11                                                        | Muriel Coneo 9 min 4 s 79 (PB)                                                     | Florencia Borelli 9 min 10 s 79                                                      |
| 5 000 m | Sara Moreira 15 min 40 s 33 (SB)                                                       | Florencia Borelli 16 min 28 s 66                                                   | Jenifer Silva 16 min 29 s 59 (PB)                                                    |
| 100 m haies (Vent : -0,2 m/s) | Fabiana Moraes 12 s 91 (PB)                                                            | Maíla Machado 12 s 99                                                              | Brigitte Merlano 13 s 06                                                             |
| 400 m haies | Déborah Rodríguez 57 s 22                                                              | Gianna Woodruff 57 s 34                                                            | Liliane Fernandes 58 s 42 (SB)                                                       |
| 3000 m steeple | Belén Casetta 9 min 42 s 93 (NR)                                                       | Tatiane da Silva 9 min 46 s 86 (PB)                                                | Zulema Arenas 9 min 56 s 04                                                          |
| 4 × 100 m | Porto Rico Beatriz Cruz Celiangel Morales Genoiska Cancel Carol Rodríguez 43 s 55 (SB) | Brésil Bruna Farias Vanusa dos Santos Kauiza Venancio Gabriela Mourão 43 s 68 (SB) | Venezuela Andrea Purica Nediam Vargas Nelsibeth Villalobos Nercely Soto 43 s 94 (SB) |
| 4 × 400 m | Brésil Kamila Miranda Leticia de Souza Joelma Sousa Jaílma de Lima 3 min 32 s 30 (SB)  | Espagne Geraxane Ussia Indira Terrero Bárbara Camblor Laura Bueno 3 min 36 s 16    | Chili Paula Goñi Viviana Olivares Carmen Mansilla Fernanda Mackenna 3 min 42 s 47    |
| 10 000 m marche | Érica de Sena 45 min 1 s 32                                                            | Anna Maria Pérez 45 min 31 s 83                                                    | Daniela Cardoso 46 min 3 s 44                                                        |
| Saut en hauteur | Chaunté Lowe 1,96 m (WL)                                                               | Valdileia Martins 1,84 m                                                           | Raquel Álvarez 1,84 m (SB)                                                           |
| Saut à la perche | Fabiana Murer 4,60 m                                                                   | Diamara Planell 4,30 m                                                             | Valeria Chiaraviglio Joana Costa 4,10 m                                              |
| Saut en longueur | Eliane Martins 6,52 m                                                                  | Keila Costa 6,43 m                                                                 | Jéssica dos Reis 6,31 m                                                              |
| Triple saut | Keila Costa 14,01 m (SB)                                                               | Nubia Soares 14,00 m (PB)                                                          | Yosiri Urrutia 13,89 m                                                               |
| Lancer du poids | Ahymará Espinoza 18,19 m (PB)                                                          | Geísa Arcanjo 17,92 m (SB)                                                         | Natalia Ducó 17,45 m                                                                 |
| Lancer du disque | Stephanie Brown Trafton 61,22 m (SB)                                                   | Karen Gallardo 58,84 m                                                             | Fernanda Martins 58,43 m                                                             |
| Lancer du marteau | Jennifer Dahlgren 65,87 m                                                              | Anna Pereira 61,42 m (PB)                                                          | Mariana Marcelino 60,91 m (SB)                                                       |
| Lancer du javelot | Flor Ruíz 62,15 m (PB)                                                                 | Laila Domingos 60,44 m (SB)                                                        | Coralys Ortiz 58,31 m (SB)                                                           |
| Heptathlon | Alysbeth Felix 5 910 pts (NR)                                                          | Evelis Aguilar 5 887 pts (NR)                                                      | Ana Camila Pirelli 5 748 pts (NR)                                                    |
| Records et Performances - AR : Record continental (area record) - CR : Record des championnats (championship record) - MR : Record du meeting (meet record) - NR : Record national (national record) - OR : Record olympique (olympic record) - PR : Record paralympique (paralympic record) - PB : Record personnel (personal best) - SB : Meilleure performance personnelle de la saison (season's best) - WL : Meilleure performance mondiale de l'année (world leader) - WJR : Record du monde junior (world junior record) - WR : Record du monde (world record) Circonstances et Conditions - DNF : N'a pas terminé (did not finish) - DNS : N'a pas pris le départ (did not start) - DQ : Disqualification (disqualification) - NM : Aucun essai valable enregistré (No Mark) - Q : Qualifié « directement » au prochain tour (ou à la prochaine compétition), lors d'une compétition majeure, grâce au classement ou à la réalisation des minima (automatic qualifier) - q : Qualifié au prochain tour (ou à la prochaine compétition), lors d'une compétition majeure, grâce au repêchage ou à la réalisation de l'une des meilleures performances parmi celles des « non qualifiés directement » (grâce au meilleur temps ou à la meilleure distance par exemple) (secondary qualifier) |                                                                                        |                                                                                    |                                                                                      |